# Solutré-Pouilly
Solutré-Pouilly è un comune francese di 393 abitanti situato nel dipartimento della Saona e Loira nella regione della Borgogna-Franca Contea. È un luogo turistico e fa parte del Grand site national di Francia.

## Società

### Evoluzione demografica
Abitanti censiti